# Théophile Alexis Durand
Théophile Alexis Durand (4 de setembre de 1855 a Saint-Josse-ten-Noode- 12 de gener de 1912) va ser un botànic belga.
Va estudiar farmàcia a la Universitat de Lieja, i a Suïssa es va fer amic del botànic Henri François Pittier amb qui col·laborà. Pittier li va proporcionar espècimens de Costa Rica.
Va ser president del Congrés Mundial de Botànica, a Brussel·les.
Va desenvolupar el suplement d'Index Kewensis, des de 1901 a 1906, junt amb Benjamin D Jackson (1846-1927).
Amb la seva filla, la il·lustradora Hélène Durand, publicà el 1909 "Sylloge Florae Congolanae".

## Algunes publicacions
- Catalogue de la flore liégeoise, 1878

- "Index generum phanerogamorum", 1888. Reedició Internat. 1979. Book Distrib. 722 pp. ISBN 0785566538, ISBN 9780785566533

- "Primitiae florae costaricensis", 1891–1901 (amb Henri François Pittier)

- Matériaux pour la flore du Congo, 1897–1901 (amb Émile Auguste Joseph De Wildeman)

- "Conspectus floræ Africæ, ou Énumération des plantes d'Afrique", 1895–1898 (amb Hans Schinz)

- "Sylloge florae congolanae [Phanerogamae]", 716 pp. 1909[5]